# Liste der Einträge im National Register of Historic Places im St. Charles County

Lage des St. Charles County in Missouri

Die Liste der Einträge im National Register of Historic Places im St. Charles County in Missouri führt alle 30 Bauwerke und historischen Stätten im St. Charles County auf, die in das National Register of Historic Places aufgenommen wurden.

## Legende
| NRHP | Historic Place    |
| HD   | Historic District |

## Aktuelle Einträge
| [ 3 ] | Name                                            | Bild                                   | Eintragsdatum        | Lage | Ort           | Beschreibung                                              |
| ----- | ----------------------------------------------- | -------------------------------------- | -------------------- | --- | ------------- | --------------------------------------------------------- |
| 1     | African Church                                  | African Church                         | 1980 ID-Nr. 80004366 | 554 Madison Street 38° 46′ 57″ N, 90° 29′ 17″ W                                                                    | Saint Charles |                                                           |
| 2     | Augusta Harmonie Verein                         | Augusta Harmonie Verein                | 1995 ID-Nr. 94001554 | Hackman Road Ecke Church Road 38° 34′ 32″ N, 90° 52′ 44″ W                                                         | Augusta       |                                                           |
| 3     | Daniel Boone Home                               | Daniel Boone Home                      | 1973 ID-Nr. 73002175 | Highway F 38° 39′ 6″ N, 90° 51′ 14″ W                                                                              | Defiance      |                                                           |
| 4     | Robert Ewich Farmstead                          | Robert Ewich Farmstead                 | 1995 ID-Nr. 94001556 | 5336 Hackman Road 38° 34′ 30″ N, 90° 52′ 40″ W                                                                     | Augusta       |                                                           |
| 5     | Charles McLee Farris House                      | Charles McLee Farris House             | 1995 ID-Nr. 94001559 | 5517 High Street 38° 34′ 18″ N, 90° 52′ 58″ W                                                                      | Augusta       |                                                           |
| 6     | First Missouri State Capitol Buildings          | First Missouri State Capitol Buildings | 1969 ID-Nr. 69000313 | 208-216 South Main Street 38° 46′ 47″ N, 90° 28′ 53″ W                                                             | Saint Charles |                                                           |
| 7     | Frenchtown Historic District                    | Frenchtown Historic District           | 1991 ID-Nr. 91000216 | Abgegrenzt durch North 5th Street, Clark Street und French Street 38° 47′ 19″ N, 90° 28′ 48″ W                     | Saint Charles |                                                           |
| 8     | Dr. C. L. Gerling House                         | Dr. C. L. Gerling House                | 1995 ID-Nr. 94001558 | 245 Lower Street 38° 34′ 22″ N, 90° 52′ 56″ W                                                                      | Augusta       |                                                           |
| 9     | Harold-Knoernschild Farmstead Historic District |                                        | 1994 ID-Nr. 94001145 | 199 Jackson Street 38° 34′ 25″ N, 90° 53′ 4″ W                                                                     | Augusta       |                                                           |
| 10    | Daniel Boone Hays House                         |                                        | 1973 ID-Nr. 73002176 | Südwestlich von Defiance abseits des Highway F 38° 37′ 18″ N, 90° 49′ 19″ W                                        | Defiance      |                                                           |
| 11    | Lindenwood Hall                                 | Lindenwood Hall                        | 1978 ID-Nr. 78003131 | Lindenwood Colleges campus 38° 47′ 14″ N, 90° 29′ 58″ W                                                            | Saint Charles |                                                           |
| 12    | Marten-Becker House                             | Marten-Becker House                    | 1979 ID-Nr. 79003200 | 837 First Capitol Drive 38° 46′ 55″ N, 90° 29′ 27″ W                                                               | Saint Charles |                                                           |
| 13    | Isaac McCormick House                           | Isaac McCormick House                  | 2004 ID-Nr. 04000960 | 705 MO F 38° 38′ 28″ N, 90° 48′ 18″ W                                                                              | Defiance      |                                                           |
| 14    | Meier General Store                             | Meier General Store                    | 2002 ID-Nr. 02000794 | 3669 Mill Street 38° 42′ 43″ N, 90° 52′ 47″ W                                                                      | New Melle     |                                                           |
| 15    | Mindrup House-Store                             | Mindrup House-Store                    | 1995 ID-Nr. 94001557 | 5543 Water Street 38° 34′ 13″ N, 90° 53′ 1″ W                                                                      | Augusta       |                                                           |
| 16    | Mt. Pleasant Winery Historic District           | Mt. Pleasant Winery Historic District  | 1994 ID-Nr. 94001144 | 5634 High Street 38° 34′ 13″ N, 90° 52′ 30″ W                                                                      | Augusta       |                                                           |
| 17    | Newbill-McElhiney House                         | Newbill-McElhiney House                | 1972 ID-Nr. 72001489 | 625 South Main Street 38° 46′ 35″ N, 90° 29′ 2″ W                                                                  | Saint Charles |                                                           |
| 18    | Old City Hall                                   | Old City Hall                          | 1980 ID-Nr. 80004367 | Central Avenue Ecke Main Street 38° 46′ 51″ N, 90° 28′ 54″ W                                                       | Saint Charles |                                                           |
| 19    | St. Charles Historic District                   | St. Charles Historic District          | 1970 ID-Nr. 70000856 | Entlang der Main Street zwischen Adams Street und Boone’s Lick Road 38° 46′ 33″ N, 90° 28′ 41″ W                   | Saint Charles | Erstmals gelistet 1970, Erweiterungen 1987, 1991 und 1996 |
| 20    | St. Charles Odd Fellows Hall                    | St. Charles Odd Fellows Hall           | 1987 ID-Nr. 87000569 | 117 South Main Street 38° 46′ 50″ N, 90° 28′ 54″ W                                                                 | Saint Charles |                                                           |
| 21    | St. Mary’s Institute of O'Fallon                | St. Mary’s Institute of O'Fallon       | 2007 ID-Nr. 07001106 | 204 North Main Street 38° 46′ 53,5″ N, 90° 41′ 14,4″ W                                                             | O’Fallon      |                                                           |
| 22    | St. Paul’s Church                               | St. Paul’s Church                      | 1982 ID-Nr. 82004713 | SR D 38° 42′ 31″ N, 90° 52′ 56″ W                                                                                  | New Melle     |                                                           |
| 23    | J. F. Schroer House-Store                       | J. F. Schroer House-Store              | 1995 ID-Nr. 94001555 | 252 Lower Street 38° 34′ 21″ N, 90° 52′ 53″ W                                                                      | Augusta       |                                                           |
| 24    | August Sehrt House                              | August Sehrt House                     | 1994 ID-Nr. 94001143 | 275 Webster Street 38° 34′ 17″ N, 90° 53′ 9″ W                                                                     | Augusta       |                                                           |
| 25    | Staudinger-Grumke House-Store                   | Staudinger-Grumke House-Store          | 1992 ID-Nr. 92000504 | 5503 Locust Street 38° 34′ 27″ N, 90° 52′ 47″ W                                                                    | Augusta       |                                                           |
| 26    | Stone Row                                       | Stone Row                              | 1969 ID-Nr. 69000314 | 314-330 South Main Street 38° 46′ 45″ N, 90° 28′ 56″ W                                                             | Saint Charles |                                                           |
| 27    | Dr. John H. Stumberg House                      | Dr. John H. Stumberg House             | 1978 ID-Nr. 78003132 | 100 South 3rd Street 38° 46′ 53″ N, 90° 29′ 0″ W                                                                   | Saint Charles |                                                           |
| 28    | Walnut Street Historic District                 | Walnut Street Historic District        | 1994 ID-Nr. 94001142 | Walnut Street und Südseite der Locust Street zwischen Jackson Street und Lower Street 38° 34′ 26″ N, 90° 52′ 53″ W | Augusta       |                                                           |
| 29    | Samuel Stewart Watson House                     | Samuel Stewart Watson House            | 1982 ID-Nr. 82004714 | 205 South Duchesne Drive 38° 47′ 39″ N, 90° 30′ 16″ W                                                              | Saint Charles |                                                           |
| 30    | Wentzville Tobacco Company Factory              | Wentzville Tobacco Company Factory     | 1990 ID-Nr. 90001024 | 406 Elm Street 38° 48′ 37″ N, 90° 51′ 5″ W                                                                         | Wentzville    |                                                           |

## Frühere Einträge
| [ 3 ] | Name                 | Bild | Eintragsdatum        | Lage                                  | Ort      | Beschreibung |
| ----- | -------------------- | ---- | -------------------- | ------------------------------------- | -------- | ------------ |
| 0     | Wolf-Ruebeling House |      | 1978 ID-Nr. 83001038 | MO 94 38° 38′ 1,3″ N, 90° 46′ 28,3″ W | Defiance |              |